# Toggenburg

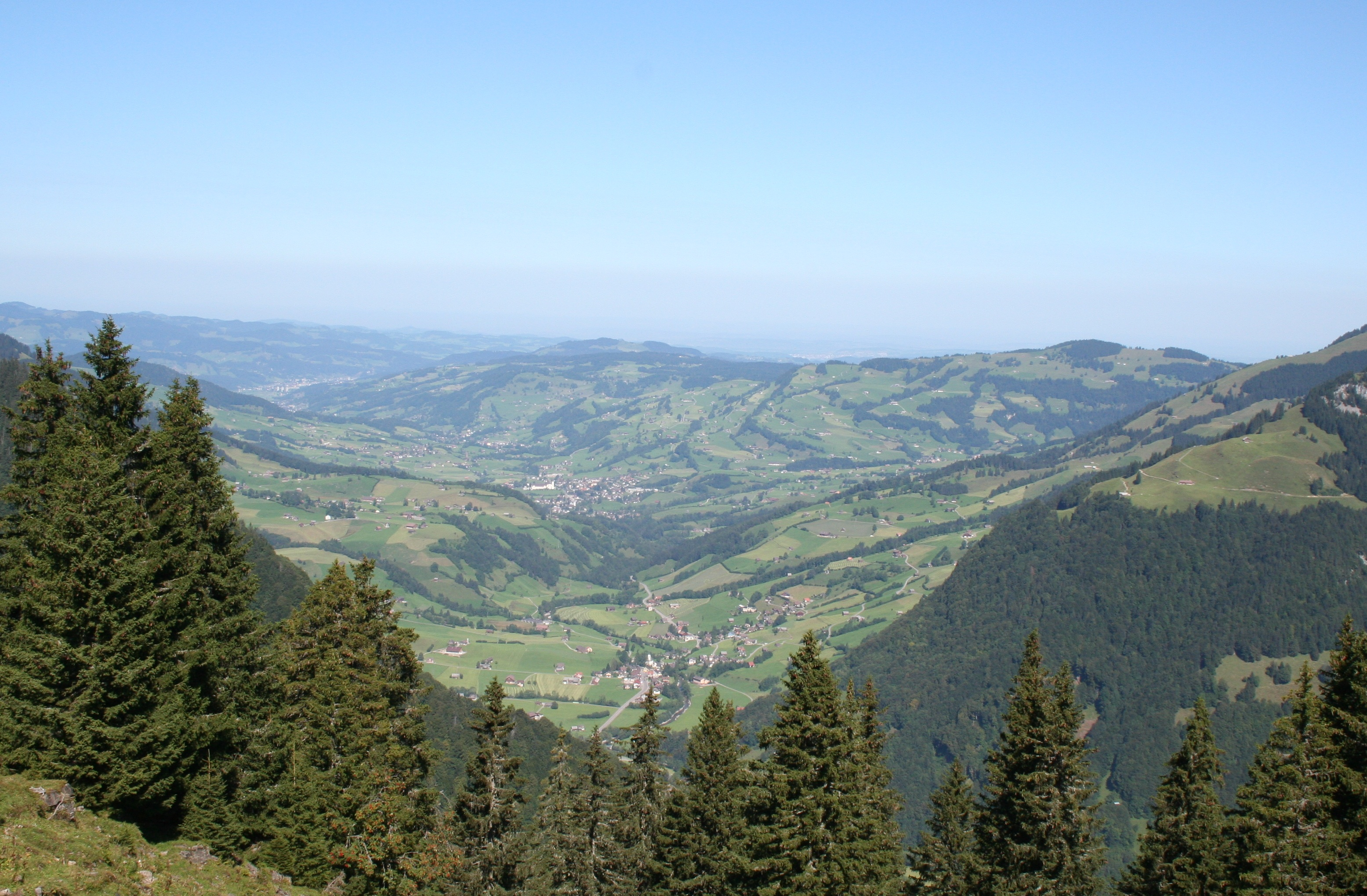
Toggenburg mit Nesslau, im Hintergrund Wattwil

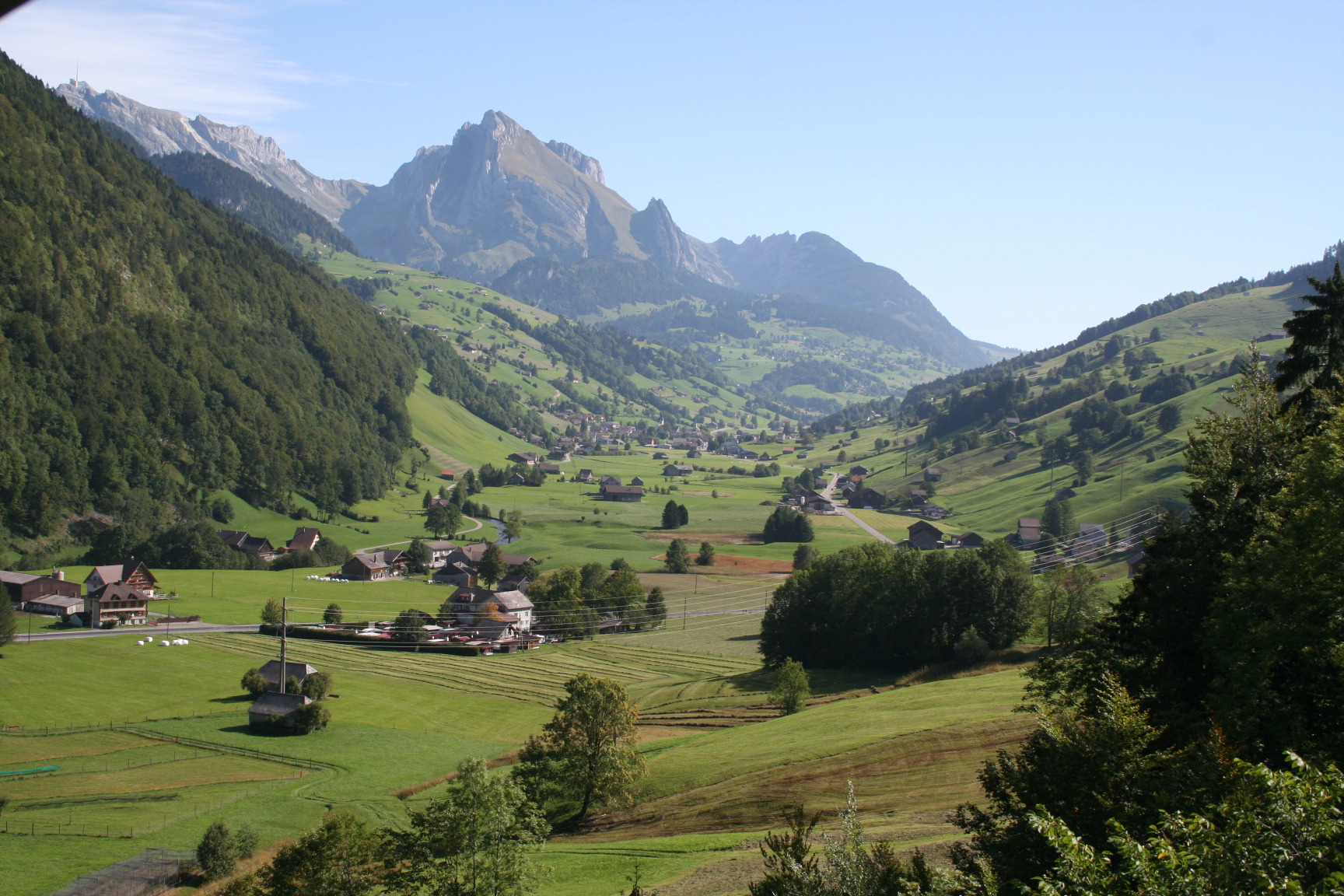
Toggenburg bei Starkenbach

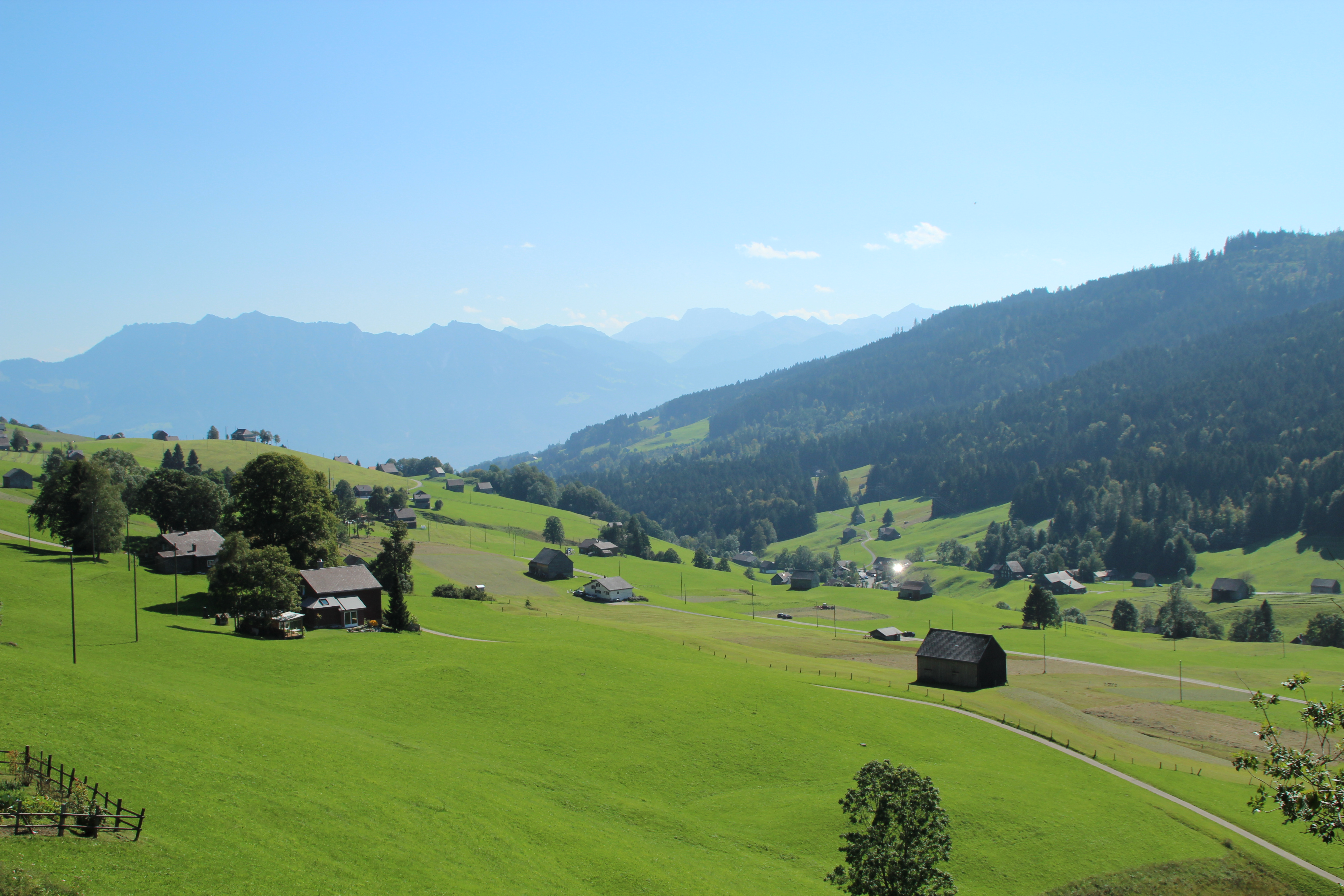
Östliches Ende des Toggenburgs vor dem Gefälle ins Rheintal

Das Toggenburg [ˈtɔkənˌbʊrɡ] ist eine Talschaft am Oberlauf des Flusses Thur im Schweizer Kanton St. Gallen. Der Name Toggenburg leitet sich vom Adelsgeschlecht der Toggenburger ab, deren Name wiederum auf die Burg Alt-Toggenburg zurückgeht.
Ursprünglich bestand das Toggenburg aus der lange Zeit von der Fürstabtei St. Gallen verwalteten Grafschaft Toggenburg. Dieses Gebiet bildete im Kanton St. Gallen bis 2002 die Bezirke Obertoggenburg, Neutoggenburg, Alttoggenburg und Untertoggenburg. Heute verstehen einige Organisationen und Firmen unter Toggenburg das etwas kleinere Gebiet des Wahlkreises Toggenburg.

## Geographie
Das Toggenburg wird im Wesentlichen durch zwei Täler gebildet, das Thurtal und das Neckertal, benannt nach den Flüssen Thur und Necker. Höchster Berg ist der 2502 Meter hohe Säntis im Alpstein-Massiv. Das charakteristische Wahrzeichen des Toggenburgs ist aber die Gebirgskette der Churfirsten. Beide Gebirge sind Teil der Appenzeller Alpen. Die Churfirsten (2306 m ü. M.) bilden die südlichste Grenze des Toggenburgs, sie fallen gegen Süden fast senkrecht zum Walensee (419 m ü. M.) ab. Im Wildenmannlisloch an der Ostflanke des Selun, eines der Churfirsten, wurden prähistorische Funde gemacht. Die Westgrenze des (Unter-)Toggenburgs verläuft über die Toggenburger Nagelfluhkette, vom Tweralpspitz bis über das Hörnli hinaus.
Die Thur zwischen Schwarzenbach und Uzwil bildet im Norden die Grenze zum Fürstenland mit der Stadt Wil. Westlich grenzt die Region an den Hinterthurgau, das Zürcher Oberland und das Linthgebiet, südlich an die Walenseeregion, östlich an die Region Werdenberg im Rheintal und nordöstlich an die Kantone Appenzell Ausserrhoden und Appenzell Innerrhoden.
Vom Toggenburg führen verschiedene Pässe in die angrenzenden Regionen. Von Wattwil nach Uznach im Linthgebiet führt der Rickenpass. Der Wildhauspass führt vom Obertoggenburg ins Rheintal. Von Nesslau ist das Appenzellerland über den Schwägalppass nach Urnäsch erreichbar. Ins Zürcher Oberland führt die Passstrasse über die Hulftegg zwischen Mosnang und Fischenthal.
Beim Gräppelensee befindet sich der kälteste Ort der Ostschweiz. Der Rekord liegt bei −38,2 Grad.

## Subregionen

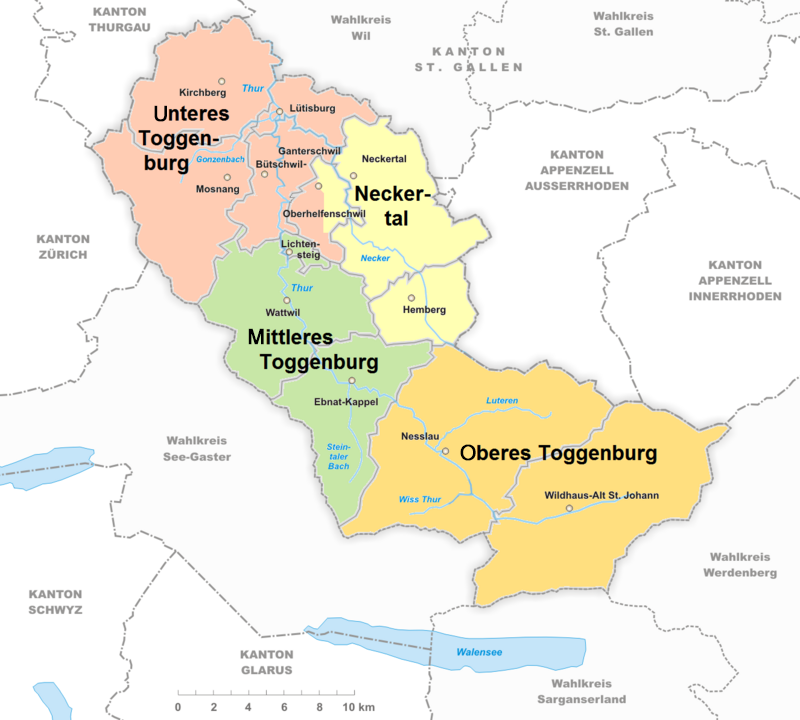
Gliederung des Toggenburgs in:
Unteres Toggenburg
Neckertal
Mittleres Toggenburg
Oberes Toggenburg

- Das Obere Toggenburg oder Obertoggenburg[Anm. 2] mit den Gemeinden Wildhaus-Alt St. Johann und Nesslau[Anm. 3] ist vor allem dank den Wintersportorten Wildhaus, Unterwasser und Alt St. Johann mit dem Skigebiet Toggenburg über die Grenzen hinaus bekannt. Wichtigstes Sommerangebot ist der Klangweg, ein Themenwanderweg mit sogenannten Klangstationen.
- Im Mittleren Toggenburg[Anm. 4] bilden Ebnat-Kappel und Lichtensteig zusammen mit Wattwil – dem eigentlichen Hauptort des Toggenburgs – das Zentrum des Tals. Wattwil ist Einkaufs- und Schulstandort mit der Kantonsschule Wattwil, der Schweizerischen Textilfachschule und dem Berufs- und Weiterbildungszentrum Toggenburg. Die Berit Klinik betreibt ein Spital, und eine Genossenschaft das Kino «Passerelle». In Wattwil kreuzen sich die Bahn- und Strassenverbindungen St. Gallen–Rapperswil und Wil–Nesslau. Im mittelalterlichen Städtchen Lichtensteig findet mit den Jazztagen das grösste Jazzfestival der Ostschweiz statt. Das dortige Chössi-Theater zeigt Kultur aus der Kleinkunst-Szene, das Toggenburger Museum bewahrt Zeugnisse des kulturellen Erbes der Talschaft.
- Das Neckertal besteht aus den Gemeinden Neckertal und Hemberg sowie dem östlichen Teil der Gemeinde Oberhelfenschwil.
- Das Untere Toggenburg[Anm. 5] wird gebildet aus dem westlichen Teil der Gemeinde Oberhelfenschwil, den Gemeinden Bütschwil-Ganterschwil, Lütisburg und Mosnang mit den Dörfern Mosnang, Mühlrüti und Libingen. Die ebenfalls zum Unteren Toggenburg gehörende Gemeinde Kirchberg mit den Dörfern Kirchberg, Bazenheid und Gähwil ist wegen ihrer Nähe stark nach Wil orientiert. Degersheim, Flawil, Oberuzwil und Uzwil gehören historisch ebenfalls zum Untertoggenburg, wurden aber 2003 dem Wahlkreis Wil zugeteilt.

## Geschichte

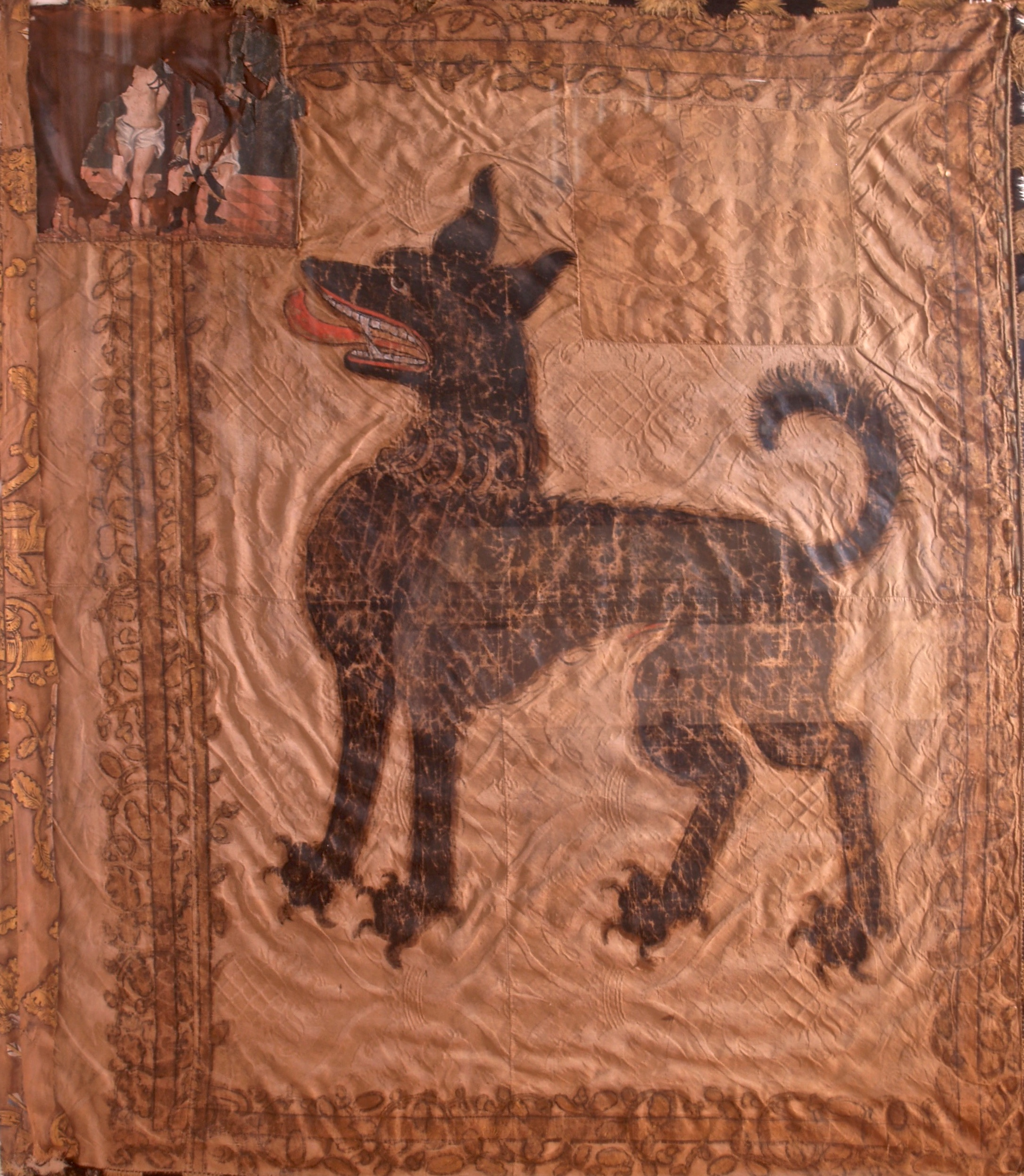
Das Juliusbanner des Toggenburgs von 1512 zeigt die schwarze Dogge auf goldenem Grund, das alte Wappen der Toggenburger

Das Toggenburg erhielt seinen Namen vom Adelsgeschlecht der «Toggenburger», das den grössten Teil des heutigen Toggenburgs im Mittelalter beherrschte. Daneben waren die Klöster St. Gallen und St. Johann im Thurtal sowie die Herren von Sax die wichtigsten Grundbesitzer. Eine der wichtigsten Personen in der Geschichte des Toggenburgs war Graf Friedrich VII. Er besass neben der Grafschaft Toggenburg, die ungefähr die Landschaft umfasste, die heute als Toggenburg bezeichnet wird, umfangreiche Besitzungen im Linthgebiet, Rheintal und Prättigau. Da er der Letzte seines Geschlechts war, kam es nach seinem Tod 1436 zu einem längeren Konflikt zwischen der Stadt Zürich und den Ländern Glarus und Schwyz, dem Alten Zürichkrieg.
Wegen der unsicheren Lage nach dem Tod des letzten Grafen versammelten sich die Landleute des Toggenburgs 1436 zur ersten Landsgemeinde und gingen ein Landrecht mit den eidgenössischen Kantonen Glarus und Schwyz ein. Als die Stammgüter der Toggenburger und damit auch das Toggenburg an die Herren von Raron gingen, mussten diese bereits ein Landrecht für das Toggenburg bestätigen. Der Toggenburger Landmann hatte ab 1439/40 das Privileg, sich ungehindert in jeder Kirchhöri des Tals niederzulassen, ohne durch ein Ortsbürgerrecht eingeschränkt zu sein. 1468 verkaufte Petermann von Raron das Toggenburg für 14'500 Gulden an die Fürstabtei St. Gallen. So kamen erstmals alle Rechte und Güter im Toggenburg unter eine Herrschaft. Der Fürstabt von St. Gallen herrschte nun als Monarch über die Grafschaft und liess sich durch einen Landvogt in Lichtensteig vertreten. Trotzdem blieb das Land Toggenburg mit Glarus und Schwyz verbündet und nahm an deren Seite am Burgunderkrieg, am Schwabenkrieg und an der Eroberung des Herzogtums Mailand teil.

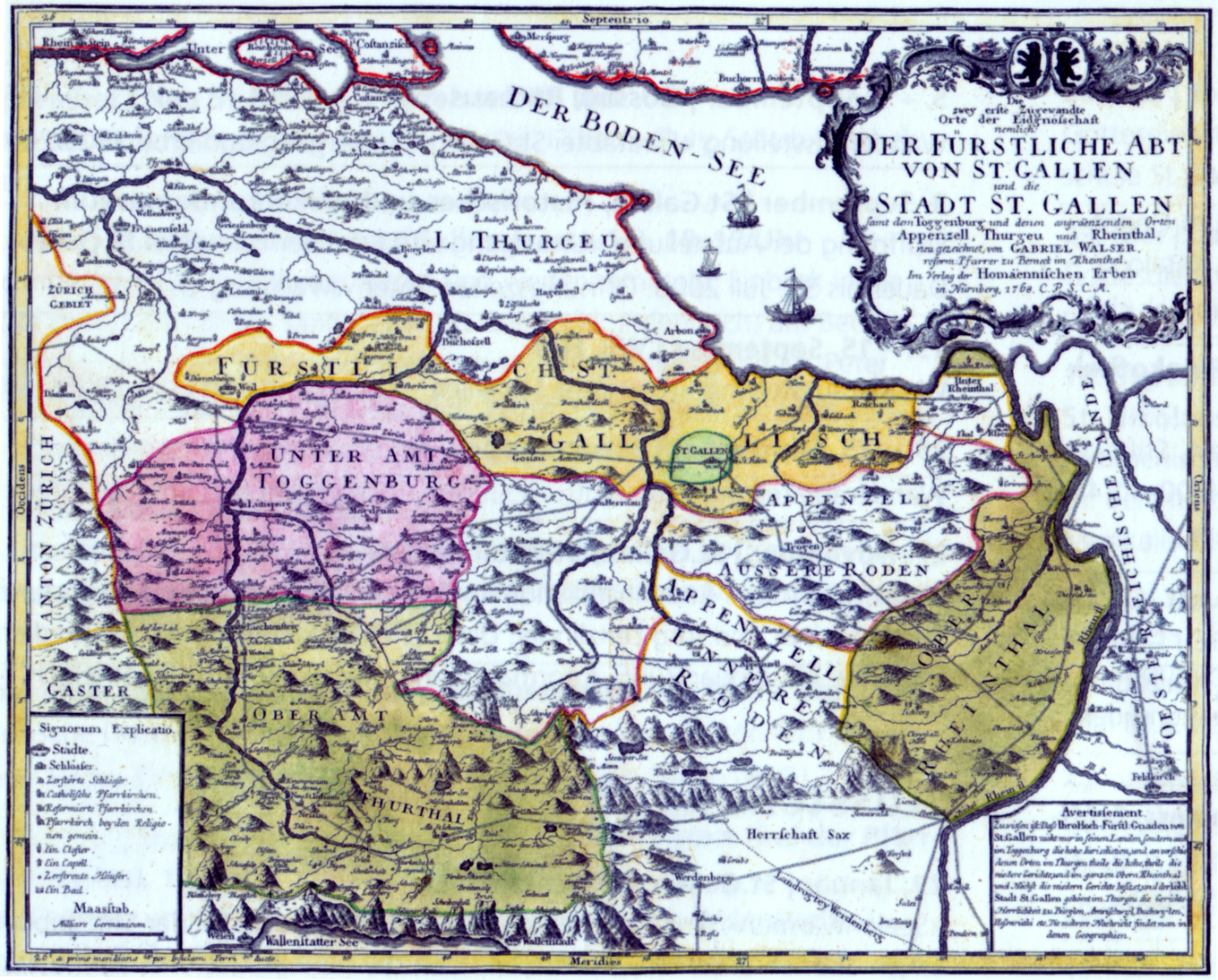
Die Grafschaft Toggenburg als Teil der Fürstabtei St. Gallen auf einer Karte aus dem 18. Jahrhundert

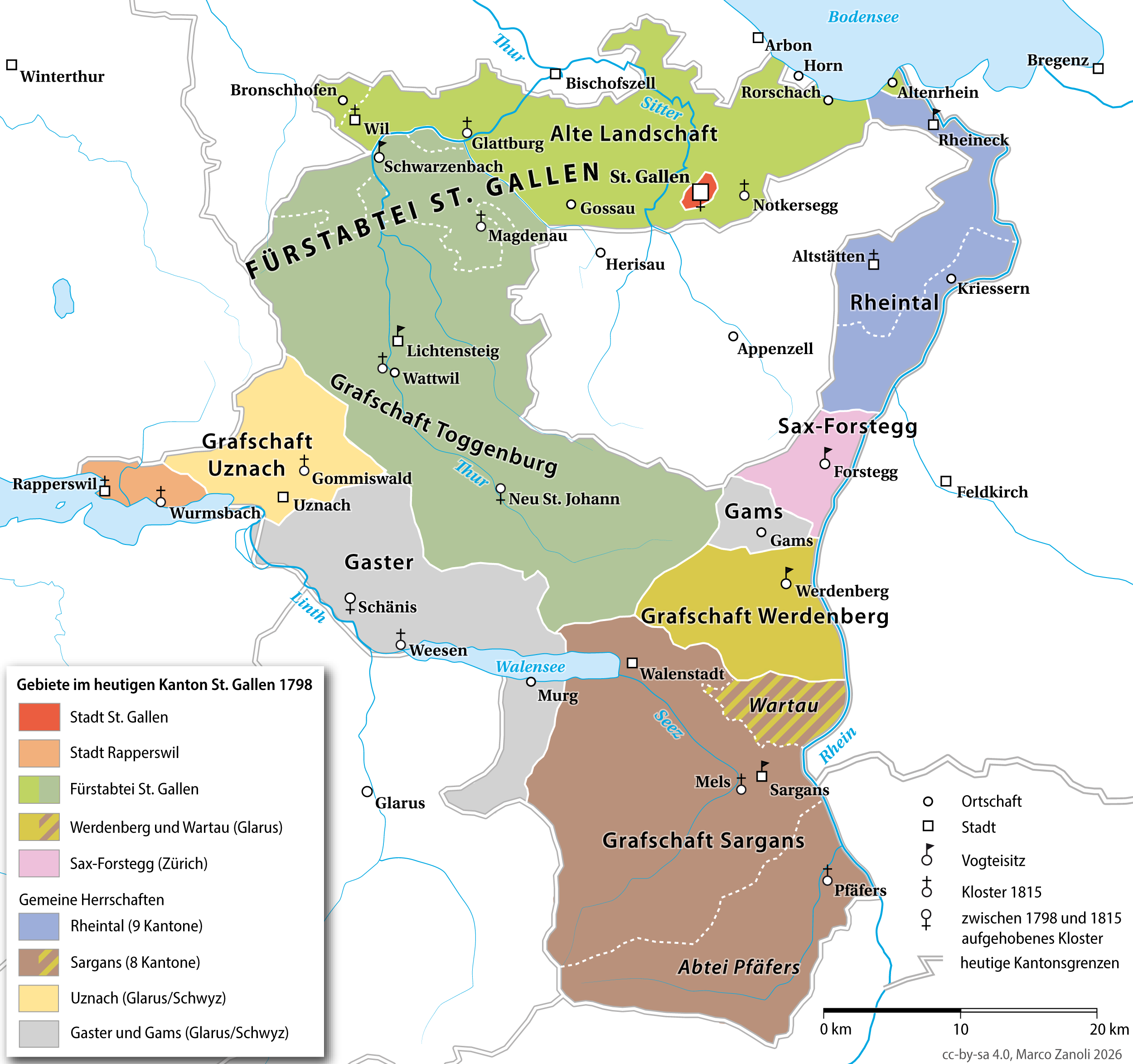
Die historischen Teile des Kantons St. Gallen. Rosarot die Grafschaft Toggenburg.

Unter äbtischer Herrschaft war die Grafschaft Toggenburg in zwei Ämter eingeteilt, das Ober- und das Unteramt.
Im Jahre 1512 erhielt die Herrschaft von Papst Julius II. eigens ein wertvolles «Juliusbanner» für die 1508–1510 im «Grossen Pavierzug» geleisteten Dienste zur Vertreibung der Franzosen. Als die Fürstäbte von St. Gallen versuchten, die Herrschaft in ihrem Land zu zentralisieren und die Gerichtsbarkeiten zu vereinheitlichen, kam es zu ersten Konflikten mit den Untertanen im Toggenburg. Diese verstärkten sich nach 1523, weil ein grosser Teil der Toggenburger Bevölkerung zur Reformation übertrat. 1530 erklärte sich das Toggenburg für unabhängig, musste aber im Toggenburgischen Landfrieden von 1538 wieder unter die Herrschaft der Abtei zurückkehren. Immerhin musste der Abt auf Druck der eidgenössischen Schirmorte Zürich, Glarus, Schwyz und Luzern den reformierten Glauben im Toggenburg dulden. Damit wurde das Toggenburg zu einer der wenigen Landschaften in der Alten Eidgenossenschaft, in der beide Konfessionen nebeneinander zugelassen waren. Bis heute zeugen in den meisten Gemeinden des Toggenburgs die Kirchen der zwei Konfessionen von diesem Zustand. Die Äbte von St. Gallen liessen nämlich im Zuge der Gegenreformation wo immer möglich neben dem reformiert gewordenen, älteren Gotteshaus ein neues katholisches Gotteshaus erbauen. Glaubensstreitigkeiten haben das Toggenburg bis in die jüngste Gegenwart geprägt.

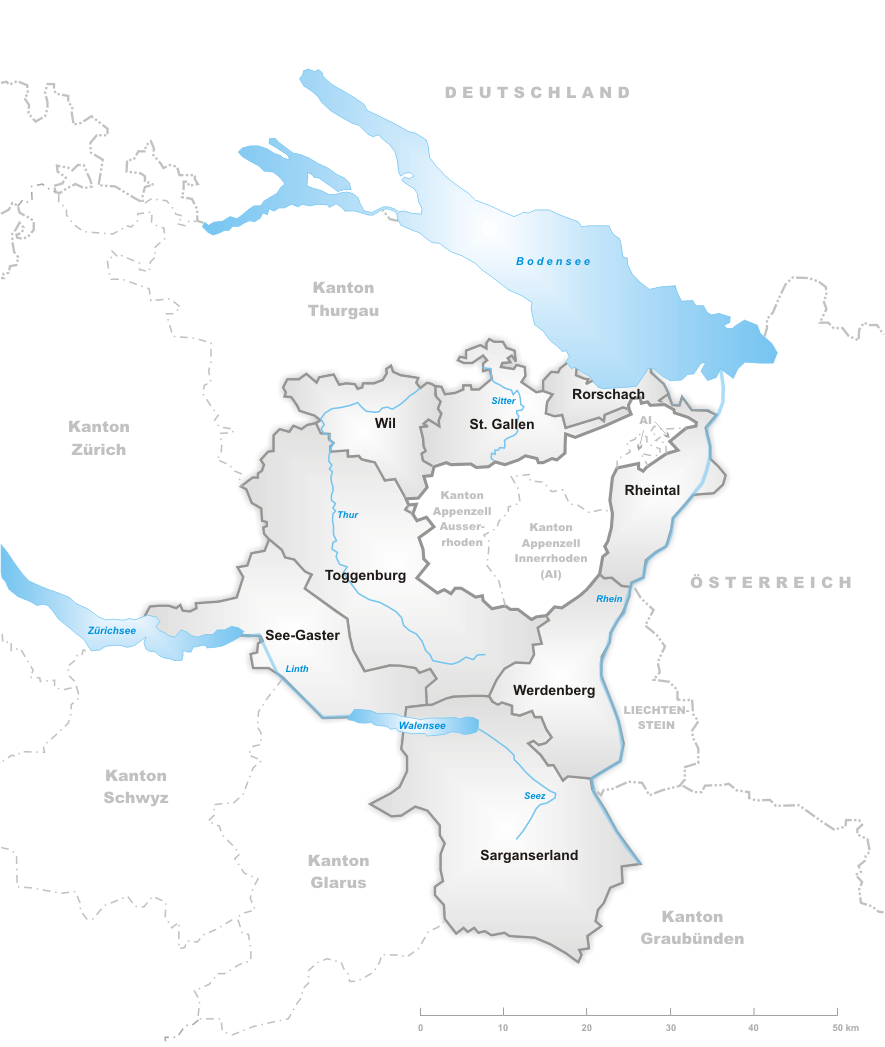
Die Wahlkreise des Kantons St. Gallen

Das Verhältnis der Toggenburger zur Fürstabtei blieb gespannt. Dies führte 1707 zu einer erneuten Unabhängigkeitserklärung, als die Abtei eine neue Strasse über den Ricken bauen lassen wollte. Die Toggenburger vermuteten, damit wolle der Abt sich militärische Hilfe von den katholischen Innerschweizern sichern. Die ganze Eidgenossenschaft wurde wegen des Konfliktes zwischen dem Abt und dem Toggenburg in den Toggenburgerkrieg gestürzt (auch «Zweiter Villmerger-» oder «Zwölferkrieg» genannt). Nach dem Sieg der reformierten Orte musste zwar das Toggenburg im Badener Vertrag 1718 erneut die Hoheit des Abtes anerkennen, erhielt aber grössere Autonomie, so dass von einer konstitutionellen Monarchie des Abtes im Toggenburg gesprochen werden kann. Organ der Selbstverwaltung war der Landrat.
Nach der Französischen Revolution kam es auch im Toggenburg wieder zu Unruhen. Am 1. Januar 1798 entliess der letzte fürstäbtische Landvogt Karl von Müller-Friedberg das Toggenburg eigenmächtig in die Unabhängigkeit und beendete damit endgültig die Herrschaft der Fürstabtei St. Gallen. Die Unabhängigkeit währte aber nur kurz, denn durch die Helvetische Verfassung wurde das Toggenburg gegen seinen Willen zweigeteilt. Das Untertoggenburg bis Wattwil gehörte in der Helvetischen Republik zum Kanton Säntis, das Obertoggenburg zum Kanton Linth. 1803 kamen beide Teile zum Kanton St. Gallen.
Im Kanton St. Gallen zerfiel das alte Toggenburg zuerst in die zwei Bezirke Unter- und Obertoggenburg, nach 1831 in die Bezirke Ober-, Neu-, Alt- und Untertoggenburg. Von 1907 bis 1914 wurde in Wattwil der Lauf der Thur korrigiert. 1926 kamen beim Eisenbahnunfall im Rickentunnel neun Menschen ums Leben. 1947 fiel das Dorf Stein einem Dorfbrand zum Opfer. 2003 wurden die vier Toggenburger Bezirke wiederum zum Wahlkreis Toggenburg zusammengefasst, wobei Teile des Bezirks Untertoggenburg an den Wahlkreis Wil fielen.

## Wirtschaft

Historisches Luftbild der Heberlein AG in Wattwil von Walter Mittelholzer, zwischen 1918 und 1937

Bereits im 18. Jahrhundert wurde das Toggenburg durch den Einfluss der Textilhandelsstadt St. Gallen von der Frühindustrialisierung erfasst. Zahlreiche Verleger liessen in Heimarbeit auf den Bauernhöfen Textilien und Stickereien anfertigen. Im 19. Jahrhundert entstand die moderne Textilindustrie. Dank der vorhandenen Wasserkraft liessen sich in fast allen Dörfern entlang der Thur verschiedene Textilbetriebe nieder. Diese Industrie wurde zum Hauptwirtschaftszweig des Toggenburgs.
Die Industrie sorgte auch für den Bau einer Bahnlinie zwischen Wil und Nesslau sowie zwischen St. Gallen, Wattwil und durch den Rickentunnel nach Rapperswil.
Zu den grössten Betrieben gehört die 1835 in Wattwil gegründete Firma Heberlein & Co. (später Gurit-Herberlein AG und nach der Aufspaltung Gurit Holding AG und COLTENE Holding AG), die auch eine lokale Maschinenindustrie hervorbrachte und weltweit für die Kunstfaser Helanca bekannt war. Erwähnenswert sind auch die um 1830 entstandenen Buntwebereien von Johann Georg und Friedrich Anderegg sowie von Johann Rudolf Raschle in Wattwil, von Josua Looser in Kappel und die von Mathias Naef in Niederuzwil, der 1846 über 2'000 Personen in Heim- und Fabrikarbeit beschäftigte. In der Spinnerei und Weberei Dietfurt AG des Industriellen Emil Georg Bührle mussten nach dem Zweiten Weltkrieg hunderte Mädchen bis in die 1960er Jahre Zwangsarbeit leisten. Fürsorgeämter zwangen sie dazu.
Seit den 1990er Jahren wurde das Obere Toggenburg von einer starken Deindustrialisierung erfasst, durch die auch die letzten Textilbetriebe verschwanden. Die Tourismusbranche konnte nur bedingt Ersatz bieten. Insbesondere in Wildhaus begann sich zu Beginn des 20. Jahrhunderts der Sommer- und Wintertourismus zu entwickeln, der ab den 1930er Jahren v. a. mit dem Bau von Bergbahnen (Iltiosbahn, Säntisbahn, «Funi» in Wildhaus u. a.) einen Aufschwung erlebte und noch heute eine zentrale Rolle in der Wirtschaft des Obertoggenburgs spielt (→ Skigebiet Toggenburg).
Das Untertoggenburg hingegen wurde zum Zentrum der Maschinenindustrie, unter anderem durch die Bühler und Benninger in Uzwil oder die Lista Office in Degersheim (Büromöbel). Dazu ist dort die Nahrungsmittelindustrie vertreten, z. B. durch die Micarna in Bazenheid oder die Munz (heute Maestrani) in Flawil.
Auch die Kägi fret in Lichtensteig, die Morga in Ebnat-Kappel und die im ganzen Tal zahlreichen Käsereien sind in der Herstellung von Lebensmitteln tätig. Das Neckertal und das Obertoggenburg sind eher von der Landwirtschaft, von lokaler Industrie und Gewerbe sowie vom Tourismus geprägt. Internationalen Ruf geniesst der Sportgerätehersteller Alder + Eisenhut, der in Ebnat-Kappel seinen Sitz hat.

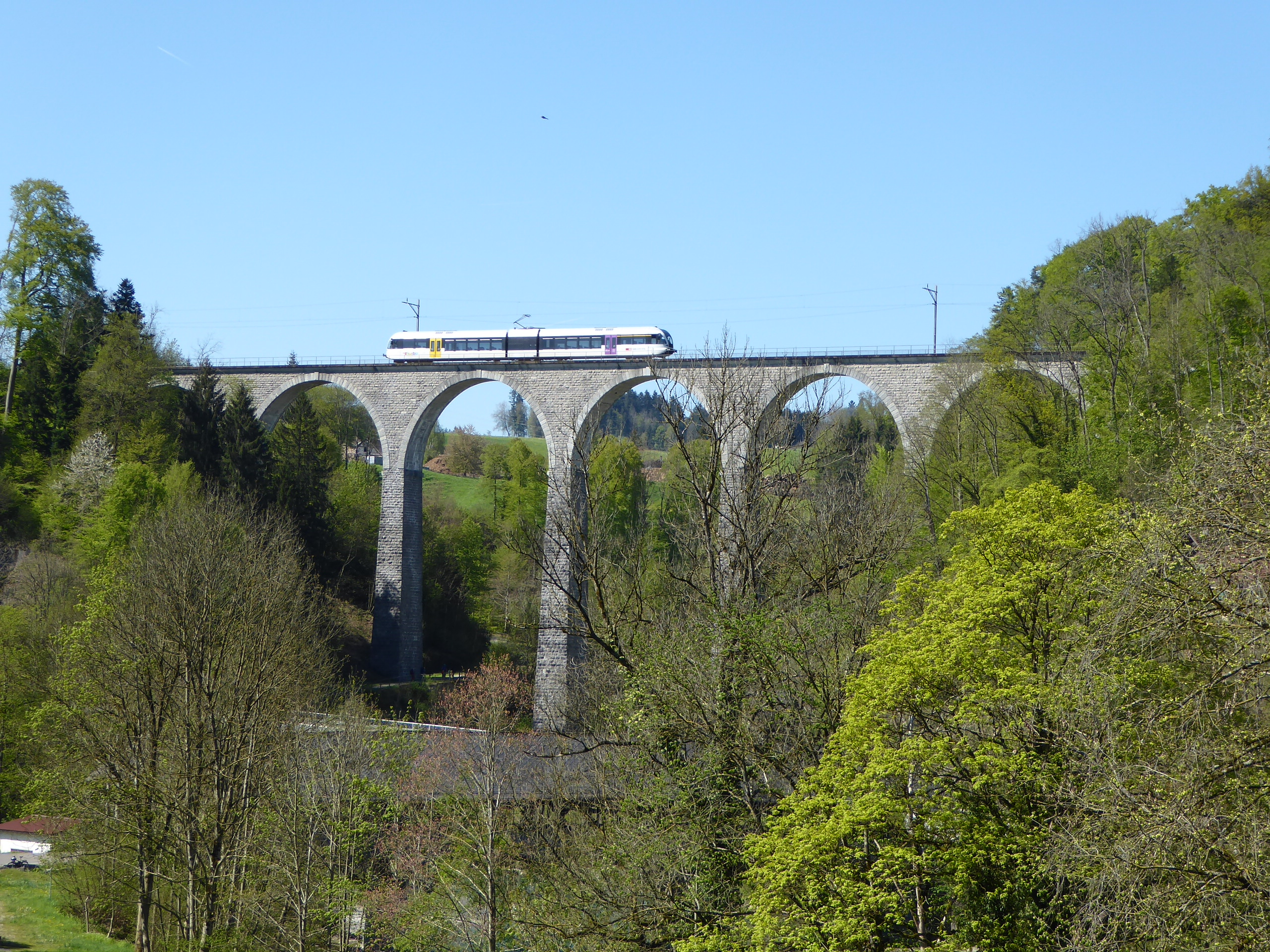
Regionalzug Wattwil–Wil auf der Gonzenbachbrücke bei Lütisburg

## Verkehr

### Öffentlicher Verkehr
Durch das Thurtal verläuft die Bahnstrecke Wil–Wattwil–Nesslau-Neu St. Johann und ab Nesslau eine Postautostrecke in Richtung Wildhaus nach Buchs SG. Von St. Gallen über Herisau–Wattwil nach Rapperswil–Luzern fährt der Voralpen-Express der Südostbahn, der zwischen St. Gallen und Wattwil wesentlich schneller ist als der Individualverkehr. Weitere Postautolinien führen unter anderem von Nesslau über die Schwägalp nach Urnäsch und durch das Neckertal nach Herisau. WilMobil verbindet Gähwil und Kirchberg mit Wil, Schneider Busbetriebe fährt von Wattwil über den Rickenpass, und der Busbetrieb Lichtensteig–Wattwil–Ebnat-Kappel (BLWE) betreibt den Ortsbus im Mittleren Toggenburg. Zahlreiche Bergbahnen sind vor allem touristisch von Bedeutung, so etwa von Wildhaus auf die Gamsalp, Unterwasser–Iltios–Chäserrugg, Alt St. Johann–Alp Sellamatt und Schwägalp–Säntis.

### Individualverkehr

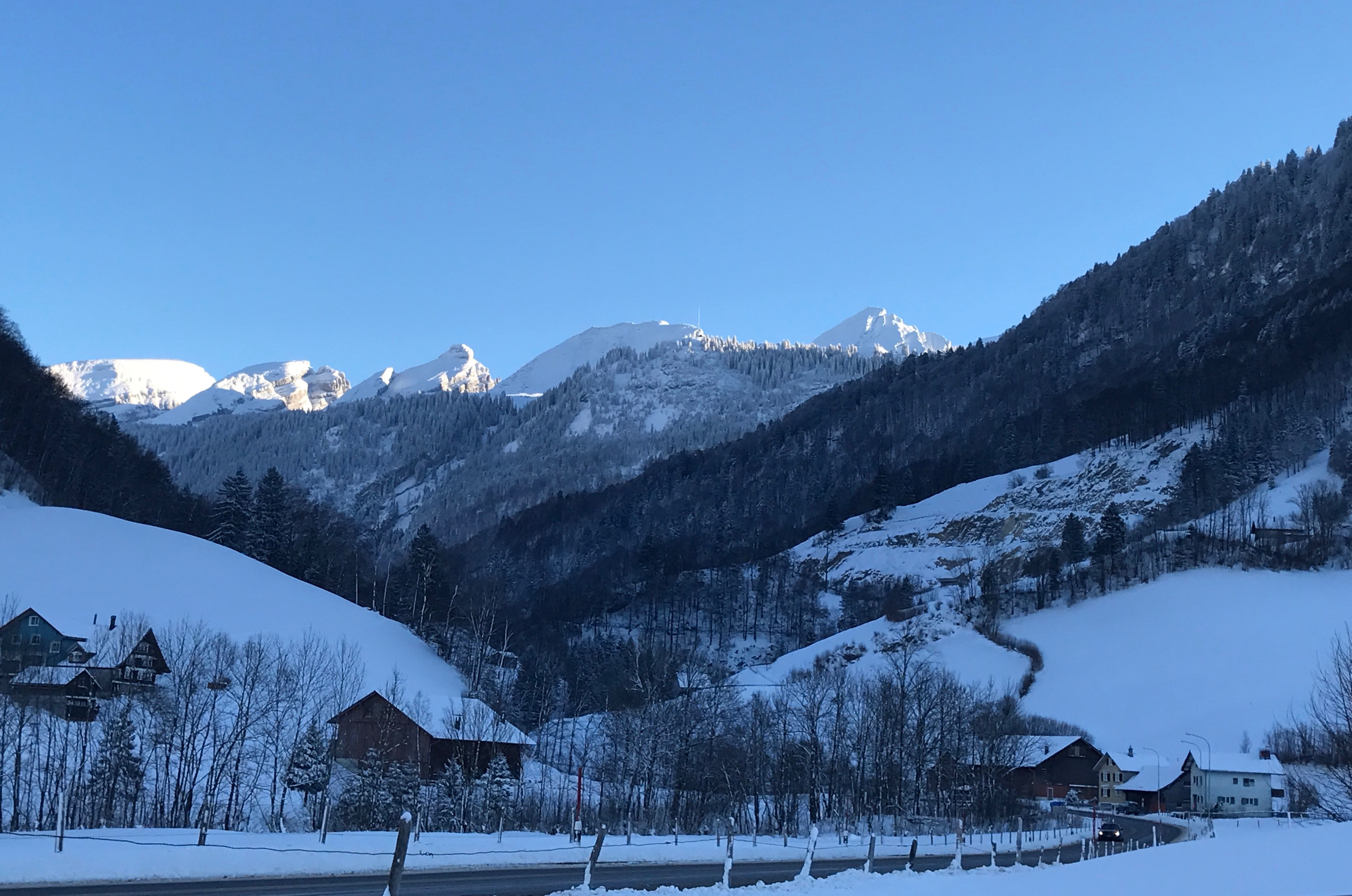
Hauptstrasse 16 bei Stein SG Richtung Süden. Im Hintergrund die Churfirsten.

Die Hauptstrasse 16 ist die Hauptverkehrsachse und führt von Wil durch das Thurtal nach Wattwil und über den 1090 m ü. M. hohen Wildhauserpass in das Rheintal hinunter nach Gams und Buchs. In Bazenheid, Bütschwil, Lichtensteig und Ebnat-Kappel existieren Umfahrungsstrassen. Sie entlasten die Hauptstrasse, die durch diese Orte führt. In Wattwil ist die Umfahrungsstrasse im Bau. Seit 2022 werden alle Ortskerne zwischen Wil und Nesslau umfahren. Die Ortsumfahrungen im Toggenburg sind zweispurige Autostrassen mit Höchstgeschwindigkeiten zwischen 60 und 80 km/h. An einigen Orten benutzt man zwischen den Umfahrungen die Überlandstrasse.
Die Hauptstrasse 8 führt von Herisau ins Neckertal, dann über die Wasserfluh (843 m ü. M.) nach Lichtensteig, dort zusammen mit der Hauptstrasse 16 nach Wattwil und danach über den 805 Meter hohen Rickenpass nach Rapperswil. Mit der Eröffnung des Autobahnabschnitts Wil–St. Gallen hat die Bedeutung der Hauptstrasse 8 als Direktverbindung in die Kantonshauptstadt abgenommen. Der nördliche Abschnitt der Umfahrungsstrasse Wattwil entlastet das Dorf vom Verkehr über den Rickenpass.

## Medien
Sechsmal pro Woche erscheint in Wattwil das Toggenburger Tagblatt, eine Regionalausgabe des St. Galler Tagblatts. Aus dem Obertoggenburg berichtet zudem der Werdenberger & Obertoggenburger.
Früher war die Zeitungslandschaft vielfältiger. 2016 wurden der Alttoggenburger und die Toggenburger Nachrichten in das Toggenburger Tagblatt integriert. Von 1878 bis 1997 erschien der Volksfreund, herausgegeben durch die Druckerei Flawil.
Seit 2000 erscheint das Toggenburger Jahrbuch.

## Politik

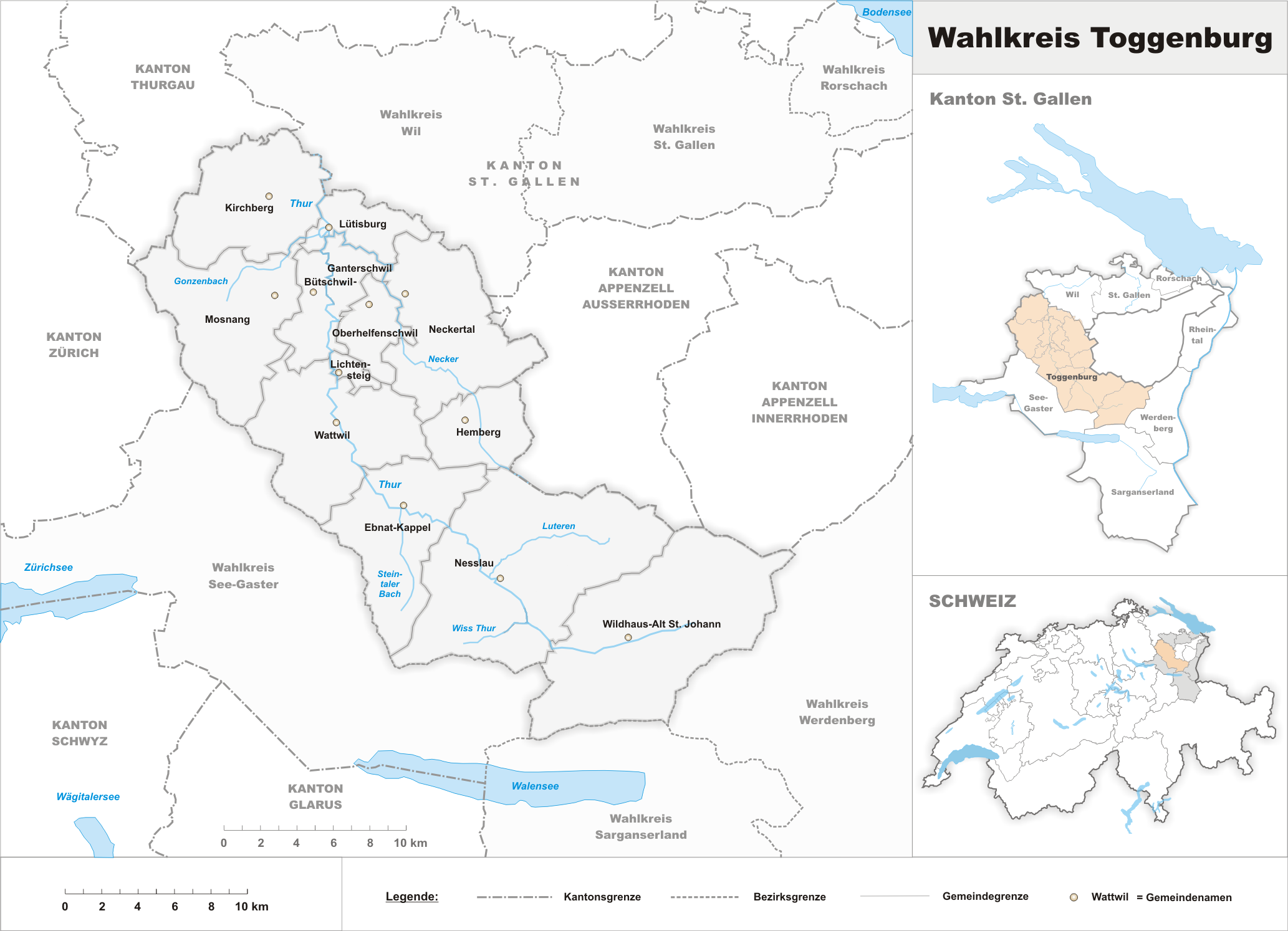
Die Gemeinden des Wahlkreises Toggenburg 2017

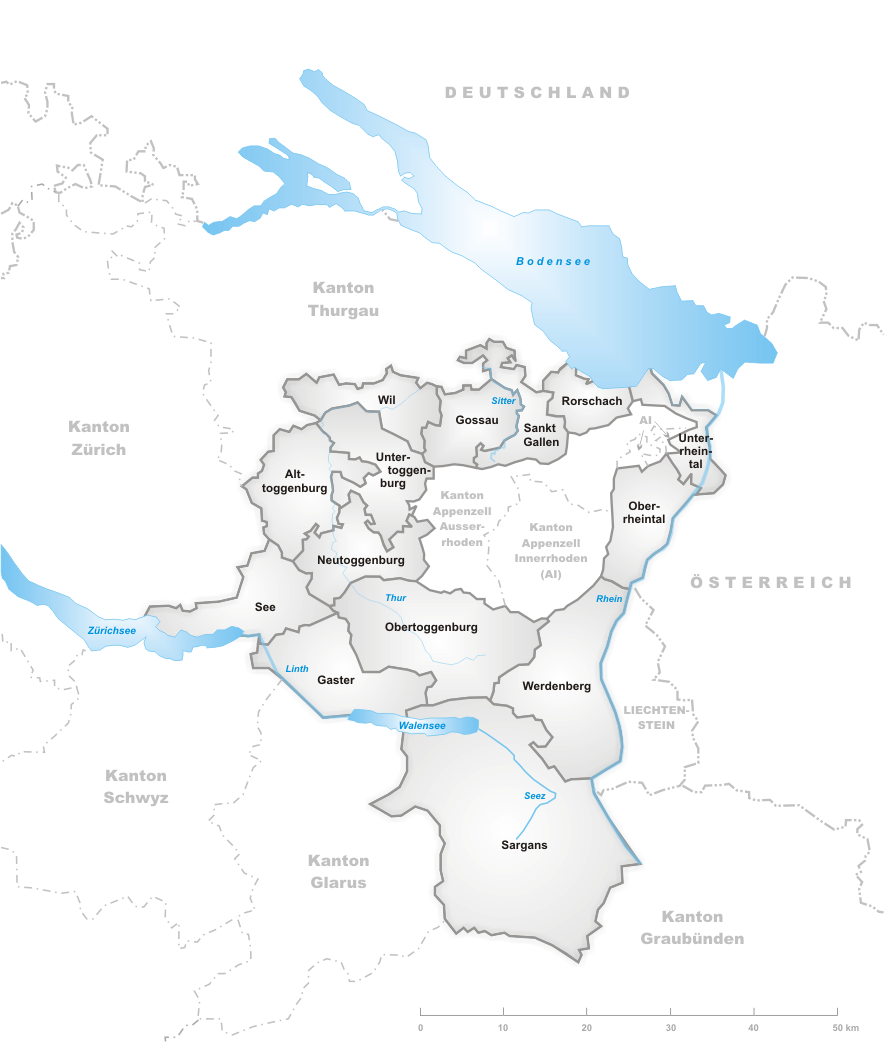
Die Bezirkseinteilung des Kantons St. Gallen bis 2002

→ siehe auch Abschnitt Politik im Artikel Wahlkreis Toggenburg
Politisch bildet das Toggenburg seit der Verfassungsrevision des Kantons St. Gallen vom 1. Januar 2003 den Wahlkreis Toggenburg mit gut 45'000 Einwohnern. Er umfasst im Jahr 2017 die politischen Gemeinden
- Wildhaus-Alt St. Johann, 2010 entstanden aus Wildhaus und Alt St. Johann
- Nesslau, 2013 entstanden aus Nesslau-Krummenau (2005 wiederum entstanden aus Nesslau und Krummenau) und Stein SG
- Ebnat-Kappel, 1965 entstanden aus Ebnat und Kappel SG
- Wattwil, 2013 fusioniert mit Krinau
- Lichtensteig
- Oberhelfenschwil
- Hemberg
- Neckertal, 2009 entstanden aus Brunnadern, St. Peterzell und Mogelsberg
- Bütschwil-Ganterschwil, 2013 entstanden aus Bütschwil und Ganterschwil
- Lütisburg
- Mosnang
- Kirchberg

Diese Gemeinden sind in der Regionalplanungsorganisation «toggenburg.ch» zusammengeschlossen, welche am 1. Januar 2007 die Regionalplanungsgruppe Toggenburg ablöste.
Historisch gehören auch die Gemeinden Degersheim, Flawil, Jonschwil, Oberuzwil und Uzwil zum Toggenburg. Sie sind Teil des Wahlkreises Wil. Zwischen 1831 und 2002 war das Toggenburg in vier Bezirke aufgeteilt (von Süden nach Norden, mit den damaligen Gemeinden):
- Obertoggenburg; Gemeinden Alt St. Johann, Ebnat-Kappel, Nesslau, Krummenau, Stein SG, Wildhaus
- Neutoggenburg: Gemeinden Brunnadern, Hemberg, Krinau, Lichtensteig, Oberhelfenschwil, St. Peterzell, Wattwil
- Alttoggenburg: Gemeinden Bütschwil, Kirchberg, Lütisburg, Mosnang
- Untertoggenburg: Gemeinden Degersheim, Flawil, Ganterschwil, Jonschwil, Mogelsberg, Oberuzwil, Uzwil

## Kultur

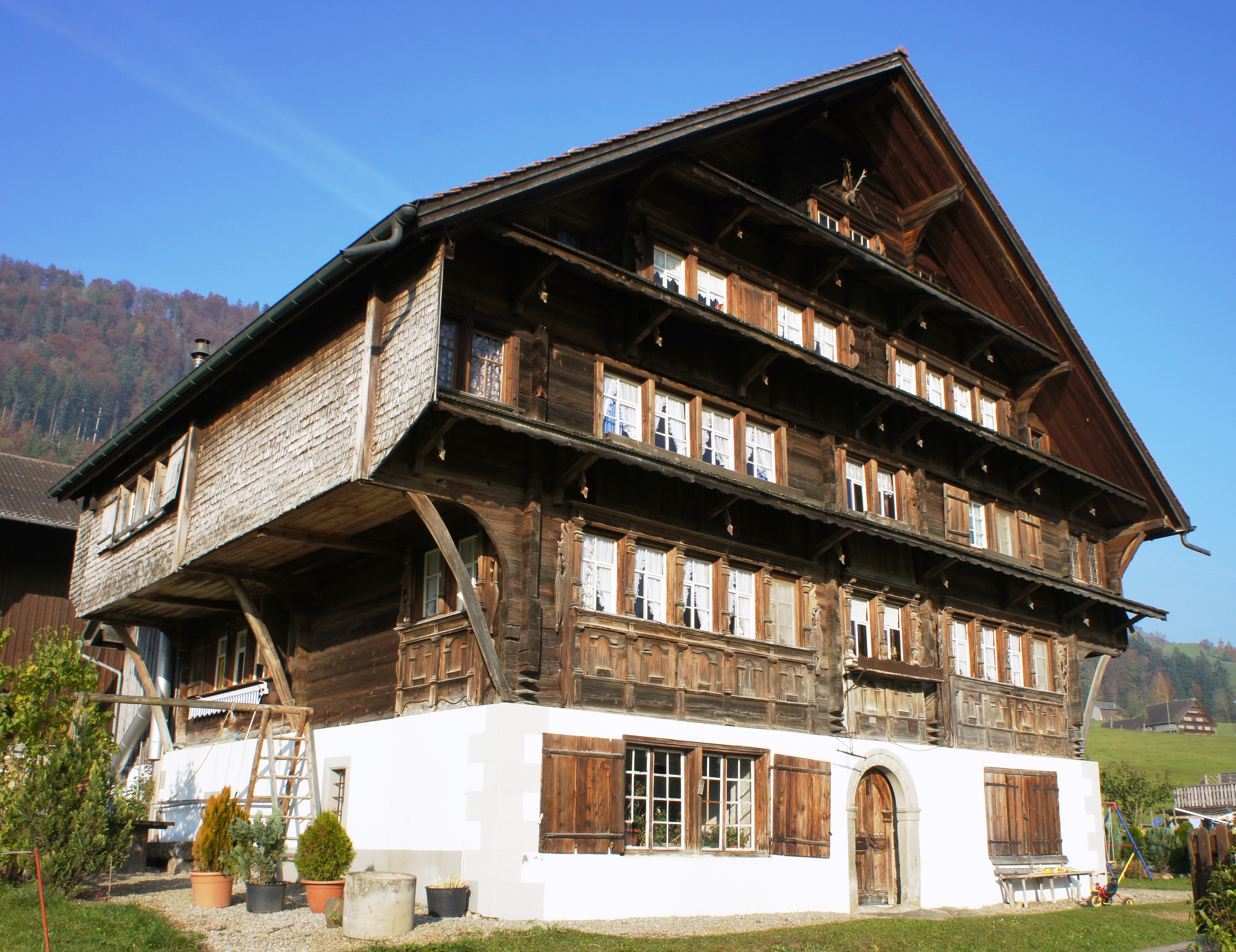
Toggenburger Haus im Weiler Furt, Gemeinde Neckertal

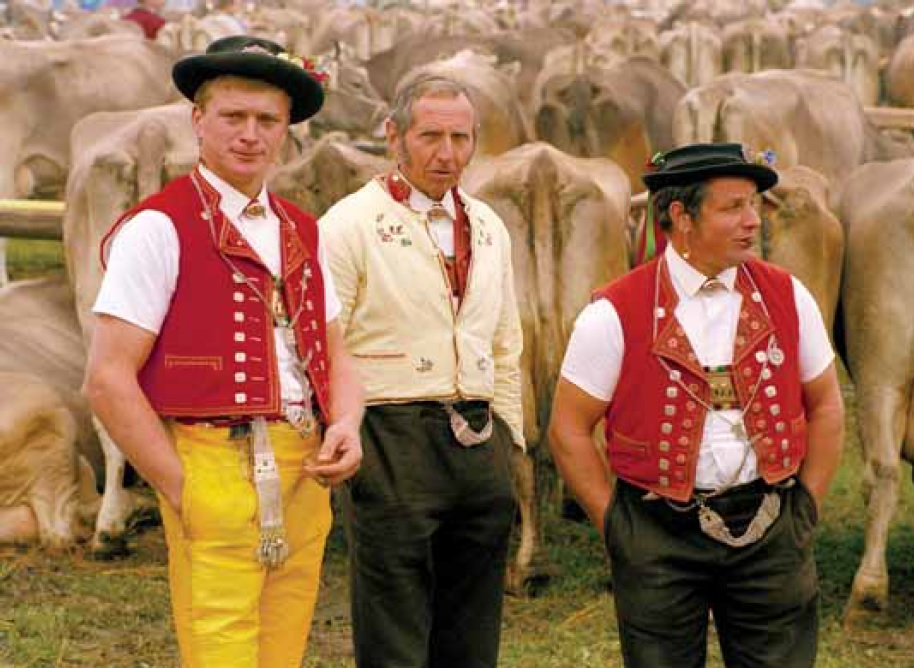
Toggenburger Bauern in Trachten an einer Viehschau

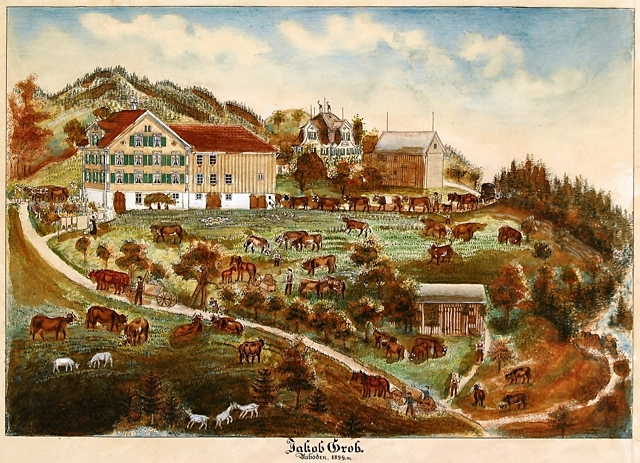
Bäuerliches Leben, dargestellt von der Toggenburger Bauernmalerin Babeli Giezendanner

Das Toggenburg ist kulturell stark von seinem bäuerlichen Brauchtum geprägt. So gehören noch heute traditionelle Alpfahrten, Viehschauen und das Tragen der einheimischen Trachten zum Leben im Tal. Die sogenannte Bauernmalerei ist in dieser ruralen Kultur angesiedelt und zeigt v. a. das bäuerliche Leben. Im 18. und 19. Jahrhundert waren Toggenburger Hausorgeln und die Toggenburger Möbelmalerei verbreitet.
Wie im benachbarten Appenzellerland ist im Toggenburg die original Streichmusik, bestehend aus Hackbrett, zwei Violinen, Cello und Bassgeige, verbreitet. Auch die Jodeltradition (Naturjodel) wird noch heute im Tal und auf den Alpen gelebt; ähnliche Stile finden sich auch hier im ganzen Alpsteingebiet. Um diese Kultur erhalten zu können, wurde 2009 die Stiftung Klangwelt Toggenburg gegründet. Die Umsetzung ihres Projektes Toggenburger Klanghaus gestaltete sich schwierig und wurde erst nach einer kantonalen Volksabstimmung möglich.
Das Toggenburg hat namhafte Ländlerkapellen und -musikanten hervorgebracht. Darunter sind die Ländlerkapelle «Toggenburger Buebe» und der Akkordeonist und Musiklehrer Willi Valotti aus Nesslau.
Die Tagebuchaufzeichnungen Der arme Mann im Tockenburg des Wattwiler Bauernsohns Ulrich Bräker gelten als das bedeutendste autobiographische Werk des 18. Jahrhunderts aus der sozialen Unterschicht. In der Ballade Ritter Toggenburg schuf der Dichter Friedrich Schiller denen von Toggenburg ein literarisches Denkmal.
Der ostschweizerische Dialekt des Toggenburgs wurde im frühen 20. Jahrhundert von Wilhelm Wiget sprachwissenschaftlich dokumentiert.
Kulinarische Spezialitäten des Toggenburgs sind Schlorzifladen, Bloderkäse, Mandelfische, die industriell hergestellten Kägi fret, die international vertrieben werden, sowie seit 2019 der Kräuterlikör Bermontis.
→ Siehe auch: Toggenburger Museum und Museum Ackerhus

## Religion

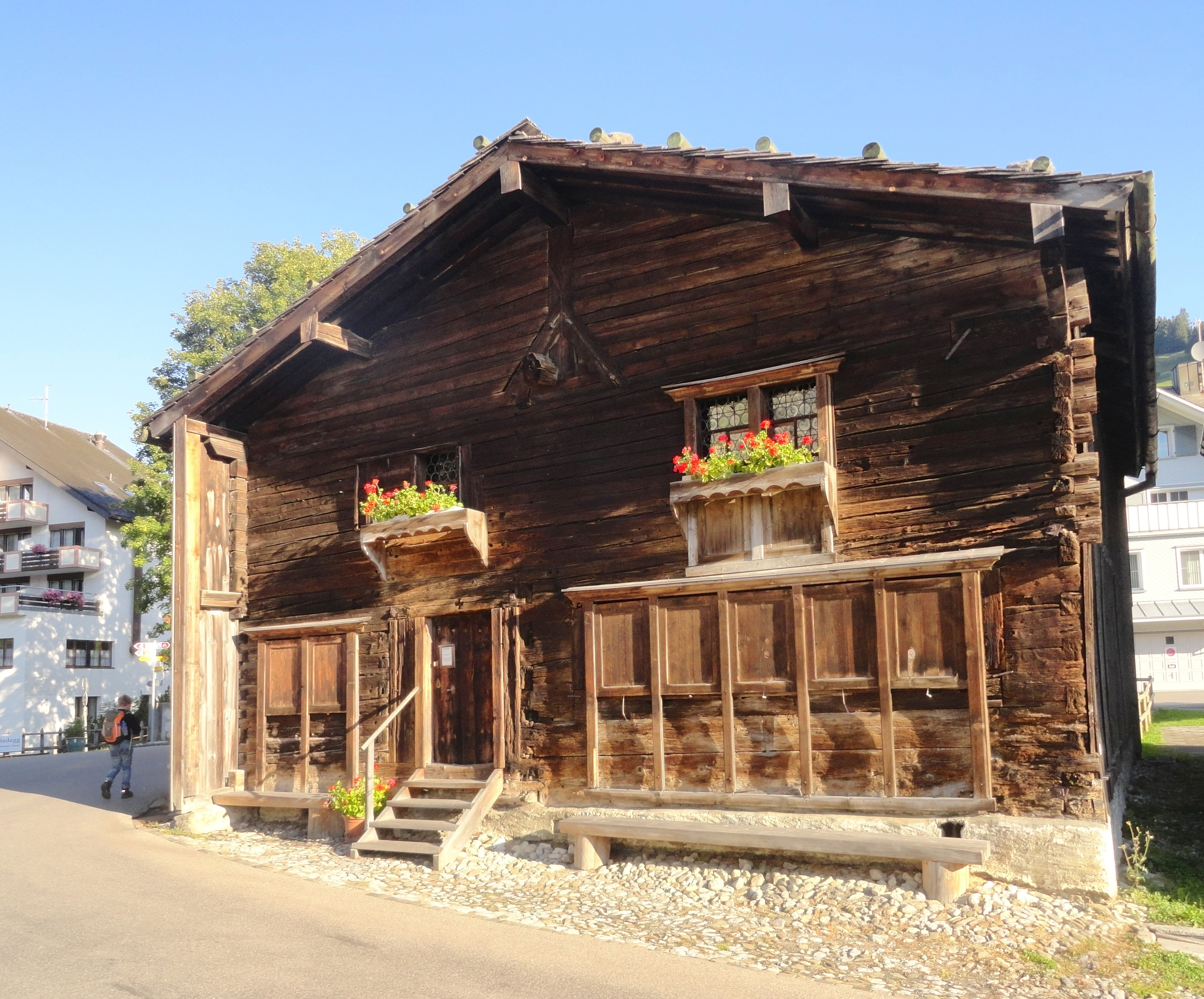
Zwinglis Geburtshaus in Wildhaus stammt aus dem 15. Jahrhundert und ist das älteste Bauernhaus im Toggenburg

Bis zur St. Galler Kantonsgründung 1803 gehörte das Toggenburg zur Fürstabtei St. Gallen. Während der Reformation nahmen aber zahlreiche Gemeinden die reformierte Konfession an. Seither ist die Landschaft konfessionell zu etwa gleichen Teilen protestantisch und katholisch geprägt: Das Untere Toggenburg ist katholisch, das Mittlere Toggenburg und das Neckertal ganz überwiegend reformiert, und das Obere Toggenburg ist konfessionell gemischt. Die Kirche Oberhelfenschwil wird noch heute paritätisch von Reformierten und Katholiken genutzt.
Der Reformator Huldrych Zwingli stammt zwar aus Wildhaus, wirkte aber vor allem in Zürich. Klöster existierten in Alt St. Johann, Neu St. Johann und Wattwil, eine Probstei in St. Peterzell. 1781 wurde das Kloster Libingen nach Glattburg verlegt. Auf der St. Iddaburg befindet sich eine Wallfahrtskapelle.
Konflikte des teilweise reformierten Toggenburgs mit der katholischen Fürstabtei St. Gallen führten zum Toggenburgerkrieg.

## Sport
Aus dem Toggenburg stammen Sportler wie Karl Alpiger, Simon Ammann, Willy Forrer, Maria Walliser, Walter Steiner, die Leichtathletin Selina Büchel sowie die Schwinger Jörg Abderhalden und Arnold Forrer.

## Persönlichkeiten
- Huldrych Zwingli (1484–1531), Reformator der Stadt Zürich, aus Wildhaus
- Jost Bürgi (1552–1632), Mathematiker, aus Lichtensteig
- Alexander Bösch (1618–1693?), Pfarrer und Schriftsteller
- Ulrich Bräker (1735–1798), Schriftsteller aus Wattwil, «Der arme Mann im Tockenburg»
- Jost Winteler (1846–1929), Sprachwissenschafter, verbrachte seinen Lebensabend in Wattwil
- Wilhelm Wiget (1885–1934), Germanist, von Kirchberg, geboren in Degersheim
- Thomas Holenstein (1896–1962), Bundesrat der CVP 1954–1959
- Walter Grob (1928–2014), Akkordeonist und Komponist
- Walter Steiner (* 1951), Skispringer aus Wildhaus
- Wolfgang Sieber (* 1954), Organist und Komponist aus Lichtensteig
- Karl Alpiger (* 1961), Ski Alpin, Weltcupsieger und WM-Medaillengewinner aus Wildhaus
- Maria Walliser (* 1963), Ski Alpin, Weltcupsiegerin und Weltmeisterin aus Mosnang
- Peter Weber (* 1968), Schriftsteller aus Wattwil
- Bernadette Meier-Brändle (* 1972), Langstreckenläuferin, Heilpraktikerin und Sachbuchautorin in Dreien
- Toni Brunner (* 1974), Nationalrat SVP aus Ebnat-Kappel
- Arnold Forrer (* 1978), Stein, Schwingerkönig 2001
- Jörg Abderhalden (* 1979), Nesslau, Schwingerkönig 1998, 2004 und 2007
- Simone Kuhn (* 1980), Beachvolleyballspielerin aus Nesslau
- Simon Ammann (* 1981), Skispringer aus Unterwasser
- Georg Philipp Heberlein, Gründer der Firma Heberlein & Co. in Wattwil
- Fabian Meyer (* 1993), Schweizer Meister 2015 Freeski Halfpipe